# Josef Frederiks

Josef Frederiks

Josef Frederiks (* 18. Jahrhundert oder 19. Jahrhundert in Bethanien; † 1842 ebenda) war von 1825 bis zu seinem Tod 1842 Kaptein der Bethanien-Nama oder ǃAman im Südwesten Afrikas, dem heutigen Namibia. Er war Nachfolger von Kobus Frederiks (1804–1825), sein Nachfolger war David Christian Frederiks (ǁNaixab) (1842–1880).

## Anmerkung
1. ↑  Anmerkung: Dieser Artikel enthält Schriftzeichen aus dem Alphabet der im südlichen Afrika gesprochenen Khoisansprachen. Die Darstellung enthält Zeichen der Klicklautbuchstaben ǀ, ǁ, ǂ und ǃ. Nähere Informationen zur Aussprache langer oder nasaler Vokale oder bestimmter Klicklaute finden sich z. B. unter Khoekhoegowab.